# Années 380 av. J.-C.
Les années 380 av. J.-C. couvrent les années de 389 av. J.-C. à 380 av. J.-C.

## Événements
- Vers 390-380 av. J.-C. : construction du Monument des Néréides, à Xanthe[1] et du temple d'Athéna Pronaia (Tholos) de Delphes.
- 390-389 av. J.-C. : Denys de Syracuse envahit la Grande-Grèce (Italie du Sud)[2] ; ses alliés Lucaniens vainquent la coalition des cités grecques italiotes du littoral à la bataille de l’Ellesporos[3].

- 390 ou 387 av. J.-C. : bataille de l'Allia (date traditionnelle)[4]. Premier affrontement dramatique connu entre Celtes et Romains. Les Gaulois Sénons pillent le nord de l'Italie et entrent dans Rome, qu'ils mettent à sac. Un des épisodes les plus connus de cette guerre est celui des oies du Capitole. Les Volsques, les Èques et les Étrusques se soulèvent après le sac de Rome ; les Latins et les Herniques font défection[5].
- 389 av. J.-C. : Camille, nommé dictateur, entreprend la reconquête de l’Étrurie méridionale qui est annexée définitivement par Rome[4].
- Vers 389-381  av. J.-C. : le royaume de Chu en Chine introduit des réformes inspirées de Wei[6].
- 387 av. J.-C. : Denys l'Ancien, tyran de Syracuse, prend Rhégion[7]. Progressivement il impose son alliance aux principales cités de la Grande-Grèce. Il fonde des colonies sur l'Adriatique. Il entreprend la construction d’un système de fortifications à Syracuse.
- 386 av. J.-C. : paix d'Antalcidas. Fin de la guerre de Corinthe[8]. La démobilisation de 386 av. J.-C. pose de graves problèmes à Sparte, pour l’entretien des inférieurs notamment, que la cité cherche à régler par de nouvelles expéditions lointaines : expédition en Épire (384), guerre contre Olynthe (382), intervention en Asie pour appuyer les satrapes révoltés contre le Grand Roi[9].
- Vers 380 av. J.-C. : 
  - Archytas de Tarente, un ami du philosophe grec Platon, fabrique un pigeon de bois mécanique, capable de voler[10]. Cet oiseau, suspendu à l’extrémité d’une barre, tourne sur lui-même, sans doute à l’aide d’un jet d’air comprimé. Il s’agirait du premier robot attesté.
  - rédaction du Banquet de Platon[11].

## Personnages significatifs
- Antalcidas
- Bardylis Ier
- Brennus
- Denys l'Ancien
- Kidinnu, astronome mésopotamien.
- Platon